# Аргентинская региональная рабочая федерация

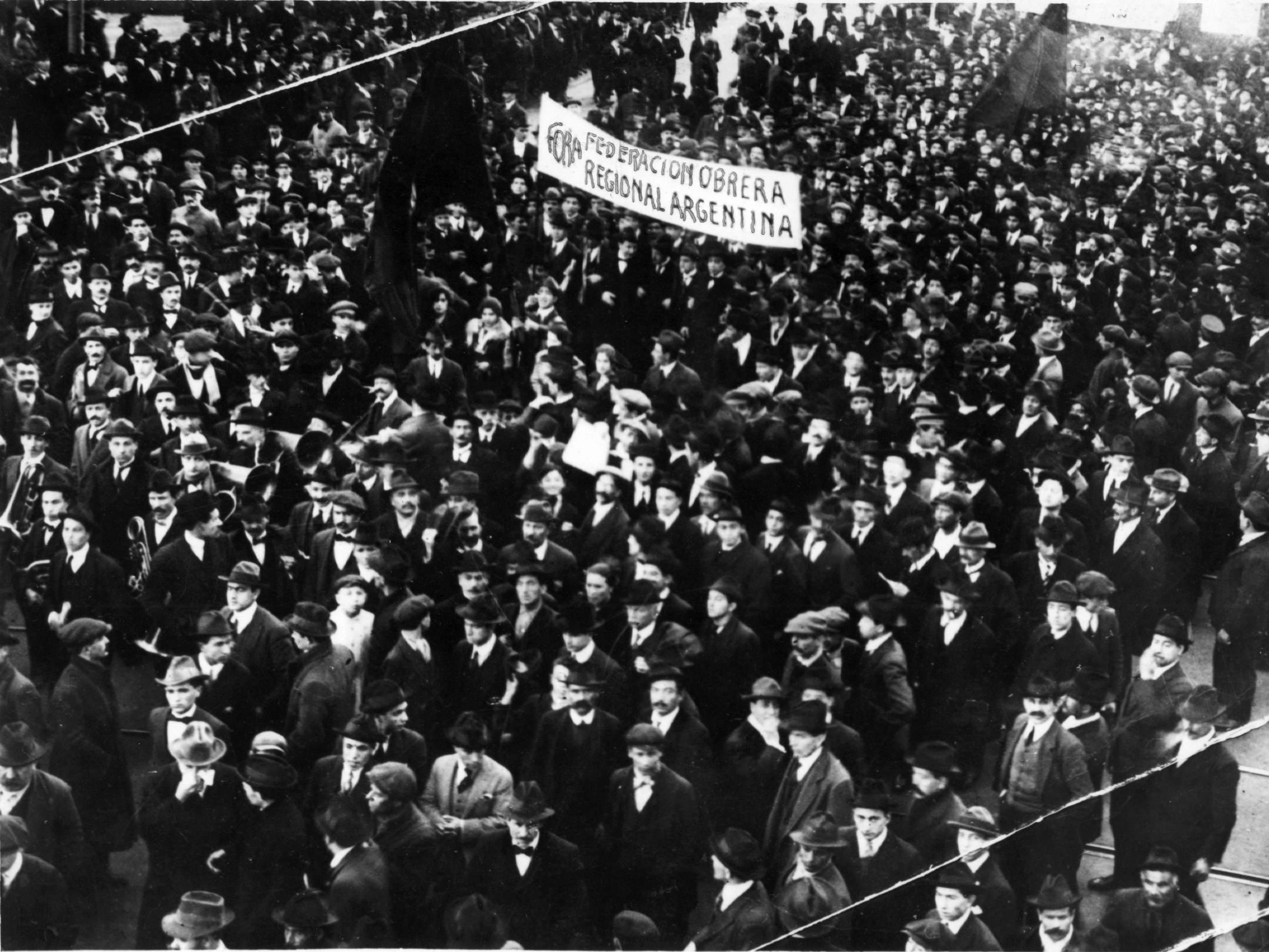
Демонстрация ФОРА (ок. 1915)

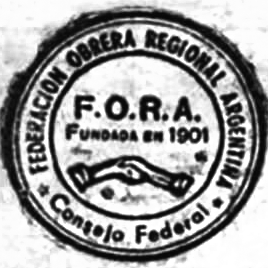

Аргентинская региональная рабочая федерация (ФОРА) (исп. Federación Obrera Regional Argentina, FORA) — одно из ведущих профсоюзных объединений Аргентины, основано 25 мая в 1901 под названием «Аргентинская рабочая федерация», приняла наименование ФОРА на своем четвёртом конгрессе в августе 1904 и пользовалась наибольшим влиянием в период до 1930.
Первоначально объединяла сторонников различных взглядов, с 1905 выступила за «анархистский коммунизм». В 1915 организация раскололась на две: ФОРА IX конгресса (синдикалистскую), которая сняла упоминание об «анархистском коммунизме», и ФОРА V Конгресса (анархистскую). ФОРА IX самораспустилась в 1922, образовав Аргентинский синдикальный союз (УСА), который, в свою очередь, стал одним из основателей Всеобщей конфедерация труда (ВКТ) в 1930 году. Влияние ФОРА V Конгресса резко сократилось после военного переворота 1930 года.

## Происхождение и исторический контекст
С 1885 аргентинские профессиональные ассоциации, носившие первоначально черты обществ взаимопомощи, начали вести борьбу за экономические требования, за сокращение продолжительности рабочего времени и другие требования трудящихся. Вот как формулировал эту позицию Антонио Пельисер Параире, каталонский анархист, работавший в Буэнос-Айресе:

Организация может быть и является вполне двоякой, разделенной на две параллельные ветви... Итак, одна ветвь рабочей организации, которую можно назвать революционной; её составляют те, кто полностью уверен в том, что они работают непосредственно ради торжества идеала; и другая, которую можно назвать экономической, созданная рабочими массами, которые пытаются улучшить своё положение, противодействуя злоупотреблениям хозяев, но еще не убеждены в том, что, если усилия, используемые ради достижения частичных улучшений, применить ради полного освобождения, затратив меньше жертв и времени, этого удастся добиться.— La Protesta Humana , 17 ноября 1900
Период с 1900 по 1902 годы были временем активной рабочей агитации; происходили многочисленные забастовки работников всех профессий и по всей стране. Рабочий день продолжался не менее 10 часов, а заработная плата оставалась низкой. В результате давления со стороны рабочих, в 1902 большинство союзов добились некоторого улучшения условий труда. В середине 1901 года в Буэнос-Айресе состоялась крупная забастовка союза рабочих пекарен, основанного Эррико Малатеста и Этторе Маттеи, с требованием выплаты 1 песо в день вместо обеда в помещении и увеличения размеров бригад на 1 человека. В ходе конфликта применялись методы бойкота и саботажа, причем была достигнута полная победа.
В октябре того же года, рабочих на рафинировочном заводе в городе Росарио, основном предприятии сахарной промышленности в регионе, объявили забастовку. В результате полицейских репрессий погиб рабочий — 34-летний австриец Косме Будиславич. В ответ в Росарио была объявлена всеобщая стачка, началась кампания протеста, с демонстрациями и обличениями репрессий. В декабре маляры Мар-дель-Плата завоевали восьмичасовой рабочий день и увеличения их поденной заработной платы на 50 сентаво; портовики Буэнос-Айреса, работавшие по 10 часов в сутки и получавшие заработную плату в 2,50 песо в день, в феврале 1902 добились 9-часового дня и оплаты в 4 песо в день. Забастовки и трудовые конфликты продолжались: в марте бастовали рабочие Барракаса, Ла-Боки и Риачуэло, в апреле — возчики в Буэнос-Айресе, в мае — металлурги мастерских «Каса Васена», в июле-августе — снова пекари.

## Основание

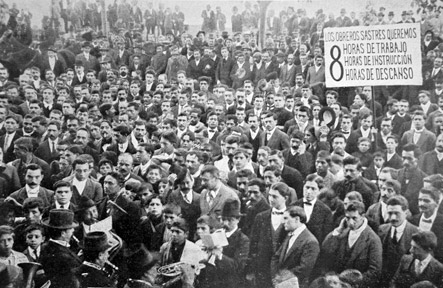
Рабочая демонстрация за 8-часовой рабочий день в Росарио.

25 мая 1901 года в Буэнос-Айресе собралось около 50 делегатов, представлявших 35 рабочих обществ, и провели учредительный конгресс Аргентинской рабочей федерации (ФОА), как первоначально именовалась ФОРА. Эта организация придала силу рабочим обществам, организовав первые всеобщие забастовки и постепенно выработав свойственные им идейные ориентиры.
ФОА не только усилила организации, вошедшие в федерацию, и придала им связность, но и повысила степень и уровень солидарности между входившими в них трудящимися. Прежние стихийные выступления после 1901 года превратились в профсоюзные действия, которые были гораздо лучше скоординированы и организованы, что позволило провести первые всеобщие стачки.
Хотя ФОА состояла, в основном, из анархистов, в ней принимали участие и видные активисты социалистов. Такой союз не мог просуществовать долго: слишком несовместимыми были цели и методы участников. Социалисты пытались организовать Федерацию путём создания Федерального комитета (в который входило бы по одному делегату от каждой секции с правом решающего голоса) и Исполнительного комитета, избираемого на конгрессе. Однако, в конечном счете, восторжествовало предложение анархистов: федерация должна была согласовывать свои действия с помощью Комитета по связям, который действовал как посредник между входившими в федерацию обществами, без полномочий принимать решения. Социалистическая партия стремилась к политическому участию в системе демократического правления, для чего ей была необходима политическая поддержка со стороны Рабочей федерации. Социалисты добивались бюрократизации и централизации ФОА и ведения реформистской борьбы за частичные требования и немедленные улучшения. Анархисты же, которые презирали участие в политической жизни, считали, что Федерация представляет собой организацию с равными правами и равным участием всех трудящихся, без вождей и командной власти, а борьбу за экономические реформы рассматривали как средство достичь социальной революции и анархистского коммунизма.

## Откол социалистов
Социалисты все больше вступали в противоречие с динамикой развития ФОА, поскольку та не давала им продвигать вперед их парламентаристские планы. FOA, и помешать им в развитии их парламентской проекта. ФОА предпочитала прямое действие политическому представительству социалистов, поскольку в федерации преобладали анархисты. Издательская группа газеты La Organización, основанной социалистами, вступила в резкий конфликт с Федерацией, потребовав создания рабочей организации вне влияния анархистов и антиполитических рабочих течений. По решению учредительного конгресса ФОА, газета должна была быть заменена изданием La Organización Obrera. На страницах этой новой газеты федерации был подвергнут резкой критике отказ социалистов от участия в Федеральном совете после ноября 1901 года. За несколько месяцев до этого собрание 12 социалистических профессиональных организаций постановили продолжить издание La Organización .
С 19 по 21 апреля в Буэнос-Айресе прошел Второй конгресс ФОА с участием 86 делегатов, представлявших 49 рабочих обществ. Собрание отклонило призыв Социалистической партии отказаться от проведения собственных акций Первого мая и присоединиться к её мероприятиям. Решение гласило: «Если общества, присутствующие на настоящем конгрессе, не смогут принять участие в манифестациях, организованных ФОА, они тем более не станут участвовать в других, инициированных каким-либо иным объединением». В ходе конгресса социалисты покинули его, уведя с собой 19 рабочих обществ. В целом, конгресс покинули 1780 членов, тогда как 7630 остались.
Социалисты образовали в 1902 году Социалистический комитет, отвергли резолюции Второго конгресса и 7 января 1903 года оформили окончательный откол, сформировав Всеобщий союз трудящихся (ВСТ).

## Рост ФОРА и государственные репрессии (1903—1905)
В ноябре 1902 трудовой конфликт с участием портовых рабочих перерос во всеобщую стачку (первую в истории Аргентины) и закончился триумфом рабочего движения. Забастовочное движение росло, но реакционное правительство, стремясь подавить его, объявило осадное положение и провело Закон о пребывании, в соответствии с которым можно было депортировать из страны активистов иностранного происхождения. Правительственные репрессии оказались настолько драконовскими, что многие местные отделения и рабочие газеты были закрыты.
С 6 по 8 июня 1903 года ФОА провела в Буэнос-Айресе свой Третий конгресс, в котором приняли участие около 80 делегатов, принадлежавших к 42 рабочим обществам. Они договорились о мерах по борьбе с Законом о пребывании и постановили, что ФОА не станет выдвигать никаких петиций на этот счет в адрес очередного правительства. Вместо этого, она подчеркнула значение всеобщей стачки как средства борьбы. На конгрессе было принято заявление, в котором говорилось:

Следует поощрять дух солидарности и действий, поскольку от этого всегда зависит успех любых движений за частичные требования, предшественников всеобщей вспышки, в ходе которой будут неминуемым образом применены революционные средства [...] Экономическую организацию пролетариата можно рассматривать как  основной шаг на пути к освобождению рабочего.  Рабочий социализм - это самое широкое понятие, из которого обязательно следует исключить любую идею, воплощенную в законодательное и парламентское действие, сужающее эту концепцию, а точнее говоря, сводящую её к узкопартийному духу.— Декларация Третьего конгресса ФОА
Во внутреннем информационном бюллетене Федерации в рамках подготовки к Четвёртому конгрессу приводятся данные о трудовых конфликтах, в которых организация участвовала на протяжении 1903 года:

- Сапожники, 21-дневная забастовка с участием  15000 работников.
- Каменщики: 9000 забастовщиков, 36 дней забастовки, которая закончилась компромиссом.
- Плотники: 4500 бастующих, 23 дня забастовки, вернулись на работу, добившись улучшений условий труда и повышения заработной платы.
- Портовые рабочие: 57-дневная забастовка, 6000 участников, успеха не достигнуто.
- Моряки и кочегары: 4500 забастовщиков 57 дней забастовки; результат позитивный.
- Водители транспорта: 8 дней забастовки, полный успех, 12 тысяч забастовщиков.
- Маляры: 45 дней сопротивления, 3500 человек, средний успех.
- Механики: различные выступления; в целом достигнута победа, завоеван 8-часовой рабочий день.
- Возчики: несколько выступлений. Кроме того, произошли забастовочные выступления шляпников, макаронниколв, пекарей, резчиков по дереву, огранщики, текстильщики и другие.

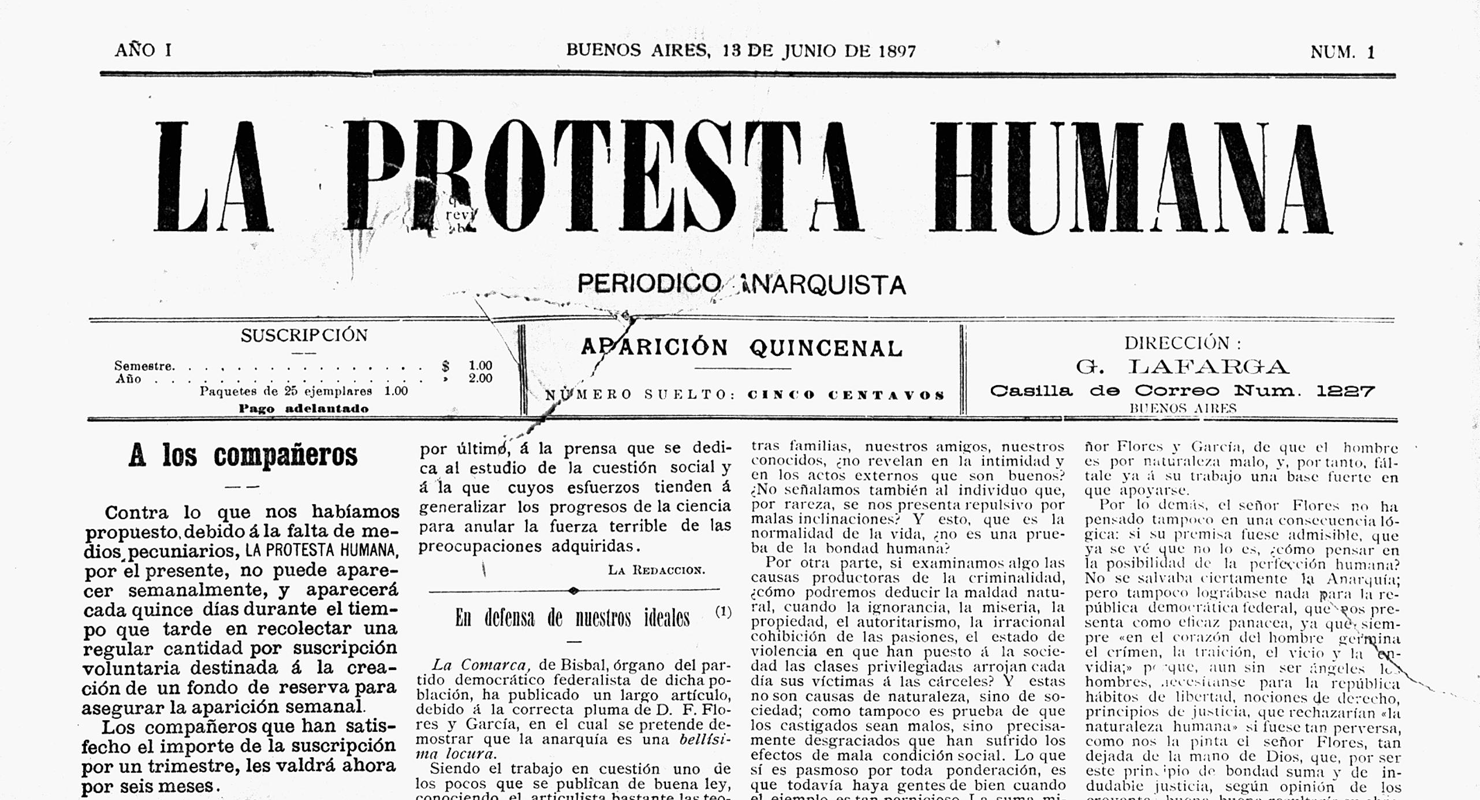
La Protesta, наиболее значительная анархистская газета того времени, издавалась ежедневно. Считалась неофициальным глашатаем ФОРА.

Рабочая демонстрация ФОА 1 мая 1904 подверглась нападению полиции, которая открыла огонь по толпе, в результате чего один матрос погиб и сотня человек получила ранения. Некоторые демонстранты ответили выстрелами на нападение полиции, в результате чего было несколько жертв среди одетых в униформу. Забастовки и акции протеста нарастали; удалось добиться существенного прогресса в борьбе за 8-часовой рабочий день и повышения заработной платы.
С 30 июля по 2 августа состоялся четвёртый конгресс ФОА, утвердивший «Пакт солидарности» и «Систему организации», которые остаются в силе до сегодняшнего дня. В них были очерчены принципы федерализма, интернационализма (название ФОА было изменено на ФОРА, с добавлением слова «региональная», означающего солидарность без каких-либо национальных границ) и цель организации, которая выходила за профессиональные рамки, стремясь к максимально полному освобождению человека. Были образованы комиссия по распространению антимилитаризма и Фонда солдата, призванный оказывать помощь тем, кто намерен дезертировать от обязательной военной службы. Укрепились связи с газетой La Protesta, которая стала выходить ежедневно, с тем чтобы лучше отражать мнения Федерации. В отношении роста механизации в мастерских и на рабочих местах, была принята следующая резолюция:

Конгресс заявляет, что чем больше развивается механизация во всех отраслях производства, тем больше возможностей создается для благосостояния; поэтому Аргентинская региональная рабочая федерация приложит все свои усилия с тем, чтобы машины перестали быть  исключительной монополией эксплуататорского класса, в ущерб другому, эксплуатируемому классу, достигнув, таким образом, того, чтобы механический прогресс стал делом, благотворным для человечества.— Четвертый конгресс ФОА

## Полицейские преследования. Сближение с ВСТ
В октябре 1904 года демонстрация в Росарио была в упор обстреляна полицейскими, а 21 ноября общее собрание торговых работников Росарио подверглась нападению со стороны полиции, убившей двоих работников (позднее несколько других скончались в госпиталях). На следующий день рабочие пекарен объявили забастовку, и полиция убила 19-летнюю участницу стачки. ФОРА объявила всеобщую забастовку, но на следующий день полиция атаковала похоронную процессию, несшую тело на кладбище, и выкрала его, чтобы затем доставить на кладбище под строгой охраной. ФОРА провела демонстрацию в 500 метрах от кладбища в знак протеста, но толпа была окружена силами безопасности, которые открыли по ней огонь, убив 6 демонстрантов, включая 10-летнего ребёнка, и ранив около 50 человек. Всеобщая забастовка ФОРА продолжалась ещё три дня, будучи продлена позднее ещё на 2 дня. Она затронула почти всю страну, полностью парализовав некоторые провинции.
С 12 по 18 августа 1905 года состоялся Третий конгресс ВСТ, на котором синдикалистское течение одержало верх над приверженцами парламентаризма. Всеобщая стачка была признана в качестве формы борьбы, и было заявлено, что парламентская деятельность и партия служат лишь дополнением к материальному действию пролетариата и экономической борьбе рабочих организаций.
Это возрождение антиполитических настроений положило начало сближению между ВСТ и ФОРА, и возникли проекты слияния обоих профцентров. В этой атмосфере сближения накануне съезда социалистов, ВСТ и ФОРА совместно организовали Первомайские выступления, которые были подавлены полицией, а также акции протеста 21 мая с участием 40 тысяч трудящихся. Полиция вновь разогнала этот митинг на площади Лавалье в Буэнос-Айресе; дело закончилось гибелью двух рабочих.

## V Конгресс и анархо-коммунизм
ВСТ предложил Пятому конгрессу ФОРА подписать пакт солидарности между обеими организациями. С 26 по 30 августа ФОРА проводила свой V конгресс, на котором присутствовали представители 100 рабочих обществ, 4 местных федераций и 1 профессиональной федерации. В своем первом заявлении конгресс приветствовал «товарища Планаса», который предпринял неудачное покушение на президента Мануэля Кинтану. Среди других обсуждавшихся тем была одобренная рекомендация членам организации «не давать себя арестовывать без обоснованной причины, вплоть до применения трагического насилия для пресечения этих нарушений со стороны полиции, причем общества, к которым они [задерживаемые] принадлежат, должны оказать им материальную и моральную поддержку». На предложение ВСТ конгресс ответил:
Что пятый конгресс признает бесполезным, неэффективным и контрпродуктивным любой письменный пакт солидарности с Всеобщим союзом трудящихся и рекомендует Федеральному совету выпустить и широко распространить брошюру, в которой объяснить причины такого отношения со стороны конгресса и мотивы, которые преобладали в этих резолюциях.
И в то же время, поскольку ФОРА не имеет абсолютно ничего общего с идейными системами, которые могли бы разделить трудящихся, она будет принимать в свой состав все группы работников, стремящихся вступить в её ряды.
Конгресс руководствуется также соображением, что солидарность не может быть предписана декретом, она присуща самому человеческому виду. 
V конгресс ФОРА.
После 3-часовых дебатов, конгресс 54 голосами против 2 принял знаменитую «финалистскую» (то есть, закроепляющую общественно-политические цели организации; от испанского fin, цель) декларацию принципов, предложенную Местной рабочей федерацией Росарио, Местной рабочей федерацией Санта-Фе и Уругвайской региональной рабочей федерацией.

Делегаты V конгресса ФОРА, с той целью, чтобы рабочие общества не останавливали свою освободительную деятельность на  завоевании немедленных улучшений, которые вскоре будут снова отняты, если работники не имеют точного осознания своих прав и обязанностей, делают следующее заявление: Пятый конгресс Аргентинской региональной рабочей федерации, в соответствии с философскими принципами, которые придают смысл существованию организации рабочих федераций, заявляет, что одобряет и рекомендует всем своим членам осуществлять пропаганду и как можно более широкое просвещение в том смысле, чтобы привить трудящимся экономические и философские принципы анархистского коммунизма. Такое обучение, не позволяя остановиться на завоевании 8-часового рабочего дня, приведет их к полному освобождению и, как следствие, к предстоящей социальной эволюции.— V конгресс ФОРА.

### Дискуссии по поводу «финализма»
С тех пор ФОРА стала профсоюзным движением с определенной идеологической направленностью и своим проектом общественно-политического устройства («финалистской» организацией). Профсоюзы, выступавшие против ФОРА, социалистическая и радикальная партия, а позднее и партийные коммунисты, критиковали её за выбор определенной, анархо-коммунистической идеологии и «настаивали на освобождении профсоюзов от любой идеологической определенности, считая её препятствием на пути к единству трудящегося класса. Для них, все, что подрывает нейтралитет профсоюзного движения, не может быть чем-либо иным кроме догматизма и сектантства».
Два года спустя провалилась первая попытка объединить ФОРА и социалистический ВСТ. В отавет на критику со стороны так называемых «чистых синдикалистов» и социалистов, которые отдавали приоритет единству класса в борьбе за экономические выгоды, «фористы» (члены ФОРА) заявляли, что:

Общая ненависть к буржуазии и общие потребности наемных работников могут в тот или иной данный момент вызвать к жизни такое «единство класса». Но как только дело доходит до обсуждения социальной проблемы,  возникают антагонизмы, и сразу же произойдет разделение. Как в ходе забастовки добиться гармонии между теми, кто поддерживает необходимость передать свои требования на произвол арбитражного суда, и теми, кто выступает против любого примиренчества, строя свой успех на прямом и революционном действии? И в том случае, если трудящиеся столкнутся с реальностью победоносной революции, неужели им удастся сохранить «своё классовое единство»? Разве не возникнет немедленно идеологическая проблема, предопределяющая столкновение между сторонниками различных теорий социальной реконструкции?— La Organización Obrera, 1924.
Видный итальянский анархист Луиджи Фаббри, живший в Буэнос-Айресе, резко раскритиковал тактику аргентинских анархистов за отождествление Федерации и профсоюзов с анархистской идеологией:

Не хочу быть пророком бед, но сильно опасаюсь, что рано или поздно нашему движению в Аргентинской республике придется дорого заплатить за эту тактическую ошибку. Чтобы не быть догматической или авторитарной, (профсоюзная организация) должна избегать любых заявлений, которые могут разделить пролетарскую массу в соответствии с особыми партийными предпочтениями... (Она ставит) противников в моральном отношении в условия неполноценности только потому что те находятся в меньшинстве. Это все равно что сказать рабочим, которые думают не так, как мы: «Вон!»
Со своей стороны, анархисты из ФОРА не принимали нейтрального профсоюзного движения, без четкой идеологии, и не считали «классовое единство» правильной тактикой. Критикам из числа социалистов, чистых синдикалистов и анархистов вроде Луиджи Фаббри, они отвечали:

Любая организация, как финалистская, так и якобы нейтральная, опирается на идейные основы и общие принципы, которые её вдохновляют. Любое объединение предполагает наличие какой-либо идеи, принципа, конечной цели.— Марио Андерсон Пачеко
Эта позиция была настолько характерной для ФОРА и её радикальной идеологии, что её делегаты на конгрессе по восстановлению Международной ассоциации трудящихся в Берлине в 1922 году присоединились к этой интернациональной организации лишь условно. Окончательное вступление было ратифицировано ФОРА позднее.

## Активизация профсоюзной деятельности. VI конгресс
В 1906 и 1907 годах ФОРА развернула очень активную профсоюзную работу. В 1906 число трудовых конфликтов достигло 323, причем, по данным МВД, в каждом участвовало в среднем по 600 работников. В 1907 году произошло 254 стачки. Начальник столичной полиции, полковник Рамон Л. Фалькон, возглавил интенсивные репрессии против анархистов, прибегая к любым чрезвычайным мерам для того, чтобы пресечь революционную пропаганду и остановить прогресс рабочего движения. Многие либертарные издания и клубы были закрыты. Особой мишенью Фалькона в 1906 г. стала газета La Protesta, но в 1910 её ежедневный тираж достиг 16 тысяч.
Поскольку многие члены Федерации продолжали настаивать на объединении с ВСТ, отвергнутом V конгрессом, предложение было вновь внесено на VI конгресс, который заседал с 19 по 23 сентября в городе Росарио. Среди главных сторонников заключения пакта солидарности с ВСТ был синдикалист Паскуаль Гуальоне. Но многие анархисты не верили в искренность социалистов и синдикалистов из ВСТ. Было принято решение усилить борьбу за отмену Закона о пребывании, рабочим обществам сопротивления было предложено организовать школы и библиотеки для всестороннего образования трудящихся и решено активизировать пропаганду с тем, чтобы придать импульс движению квартиросъемщиков, создав Комитет по снижению квартирной платы. Было решено, что забастовки за повышение заработной платы не должны вести к повышению цен на производимые товары. Наконец, было предложено повести конгресс по объединению аргентинского рабочего класса.
Было достигнуто единство в ходе всеобщей забастовки 25 января 1907 года, которая проводилась в знак солидарности с водителями транспорта Росарио. В ней приняло участие около 150 тысяч трудящихся (из них 80 тысяч в Буэнос-Айресе). ФОРА и ВСТ опубликовали совместный призыв. 27 января забастовка одержала победу, заставив правительство уступить. В результате триумфа трудящихся, Федеральный совет ФОРА выступил с инициативой опроса рабочих обществ, входящих в организацию, поставив следующий вопрос: «Согласно ли ваше общество с проведением объединительного конгресса?»
Объединительный конгресс собрался в буэнос-айресском Театре Верди с 28 марта по 1 апреля 1907. На нём были представлены 69 рабочих обществ ФОРА, 30 рабочих союзов ВСТ и 36 автономных союзов. После интенсивных обсуждений, конгресс достиг номинального единства, но обнажил непримиримые различия между анархистами и социалистами:

Настроение большинства участников конгресса склонилось в пользу анархистов, и все обсуждение было заранее предопределено этим настроением. Возможно, было некоторое злоупотребление своей силой ради того, чтобы сокрушить противника.— Диего Абад де Сантильян
Луиджи Фаббри выразил своё недовольство действиями ФОРА 28 мая, 1907:

Вот почему мы неприятно удивлены результатом объединительного рабочего конгресса Аргентинской республики, потерпевшего неудачу, поскольку наши товарищи, воспользовавшись своим большинством, захотели, чтобы конгресс официально, в резолюции, рекомендовал пропаганду анархистского коммунизма, поставив тем самым в несправедливые, подчиненные условия трудящихся-социалистов, не-анархистов.— Луиджи Фаббри
В ходе голосования, были почти единогласно одобрены декларация принципов и пакт солидарности ФОРА, но когда дело дошло до рекомендации анархистского коммунизма, многие профорганизации ВСТ покинули конгресс, обнаружив, что большинство участников склонно согласиться с этим положением, одобренным в 1905 году. Большинство же автономных рабочих организаций, напротив, присоединились к ФОРА.

## Забастовка квартиросъемщиков 1907 года

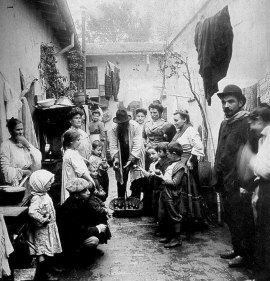
В многоквартирном доме в Буэнос-Айресе

2 и 3 августа этого года ФОРА объявила всеобщую забастовку в Байя-Бланка в знак протеста против убийства двух рабочих-клепальщиков в порту Инхеньеро-Уайт. В августе 1907 года, в условиях роста квартирной платы, квартиросъемщики объявили забастовку и приняли решение отказаться от платежей. Возникло огромное движение, в котором приняло участие более 140 тысяч человек в 2400 многоквартирных домах в Буэнос-Айресе, Росарио и Байя-Бланка. ФОРА удалось организовать движение, создав комитеты и подкомитеты во всех кварталах. Забастовка продолжалась три месяца и в конце концов многие домовладельцы согласились сохранить квартплату на прежнем уровне, без повышения. События ярко описал их свидетель Эдуардо Гилимон:
Социалисты, анархисты и даже некоторые политики без своего контингента избирателей все время жаловались по поводу постоянного роста квартирной платы, подстрекая народ или на прямое действие, или на действие с помощью выборов, в зависимости от того, был ли оратор анархистом или принадлежал к какой-либо политической тенденции...
Однажды стало известно, что жители одного из многоквартирных домов приняли решение не платить квартплату за своё жилье, пока владелец не снизит её. Решение этих жильцов было принято под  смех и шутки среди населения. Вскоре шутки прекратились. Идея не платить стремительно распространялась от дома к дому, и в течение нескольких дней пролетарское население в массовом порядке примкнуло к стачке. Большие доходные дома превратились в клубы. Посюду появлялись народные ораторы, воспламенявшие жильцов, призывавшие их не платить квартирную плату и упорно сопротивляться выселению. Уличные демонстрации проходят в каждом квартале, причем полиция не может их остановить, и вскоре в атмосфере вызывающей восхищение организованности создаются комитеты и подкомитеты во всех районах столицы.
У мировых судей накапливается столько исков на выселение, что осуществить их невозможно. Владельцы начинают идти на снижение, что вызывает громкое ликование жильцов и служит стимулом в борьбе для других.
E. Е. Gilimón, Hechos y Comentarios , 1911
Власти арестовывали и депортировали анархистов, а силы полиции провели ряд выселений. Репрессии нарастали, вспыхивали уличные столкновения, и, наконец, общество было потрясено убийством Мигеля Пепе, анархистского оратора и активиста, которому было всего 15 лет. Его похороны превратились в массовый митинг, ставший как бы заключительным актом стачки. ФОРА намеревалась объявить всеобщую забастовку, ожидая поддержки со стороны присоединившихся к ней профсоюзов. Через 2 месяца она провозгласила всеобщую забастовку, но отклик оказался небольшим.

## Раскол ФОРА (1915)
В 1915 г. IX Конгресс ФОРА постановил исключить из Декларации принципов приверженность цели «анархистского коммунизма». Это привело к расколу, и с тех пор действовали две отдельные федерации. Федерация Девятого конгресса приобрела нейтральный, а федерация Пятого конгресса — финалистский (анархо-коммунистический) и анархистский характер.

### ФОРА V конгресса (анархистская)

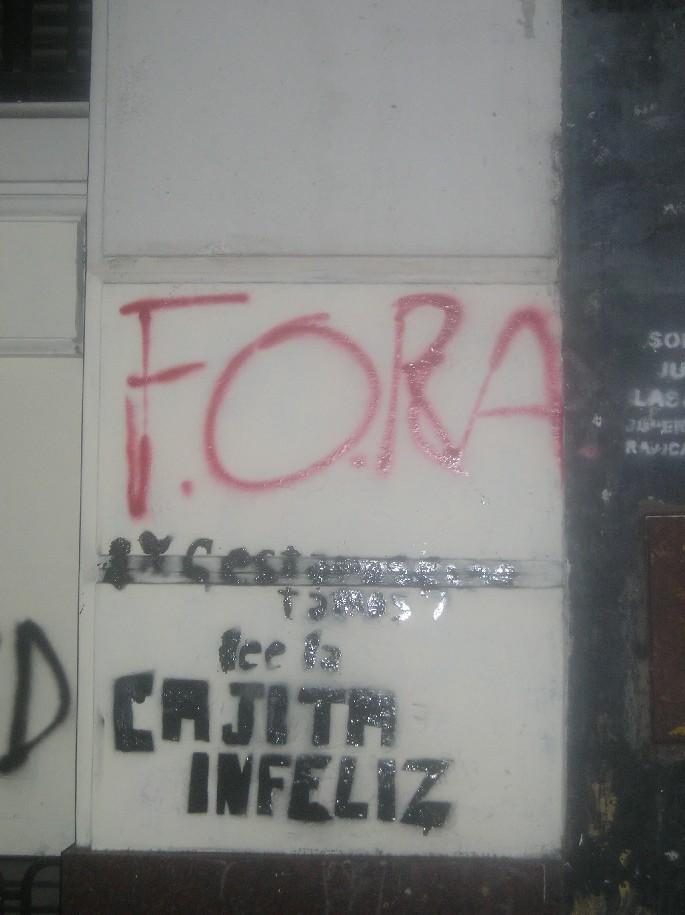
Граффити анархистской ФОРА в Буэнос-Айресе, 2006 г.

После разделения ФОРА, ФОРА V конгресса, известный также как анархистская ФОРА, ослабела, так как наиболее важные профсоюзы, такие как союзы железнодорожников, моряков, работников мясной промышленности и т. д., были поглощены ФОРА IX конгресса, а затем ВКТ, которая ориентировалась на перонистов и сотрудничество с предпринимателями.
Неофициальным органом ФОРА (формально независимым от организации) была знаменитая анархистская газета La Protesta, которую редактировали Диего Абад де Сантильян и Эмилио Лопес Аранго. Её тираж доходил до 60 тыс. экземпляров (Atan).
ФОРА V конгресса играла активную роль в ходе Трагической недели в 1919 и забастовки рабочих в Патагонии в 1921—1922 гг.
ФОРА V конгресса никогда не признавала террор в качестве метода профсоюзного действия. Однако она выражала солидарность с анархистами, совершавшими акты индивидуальной мести, такие как покушения Сальвадора Планаса на президента Кинтану, Симона Радовицкого на организатора расстрела Первомайской демонстрации 1909 г. полковника Рамона Фалькона, Карла Кустава Вилькенса на палача Патагонии, полковника Б. Варелу. В 1929 г. анархист Северино ди Джованни убил одного из директоров «Ла Протеста» Эмилио Лопеса Аранго из-за того, что газета систематически критиковала тактику покушений и экспроприаций.

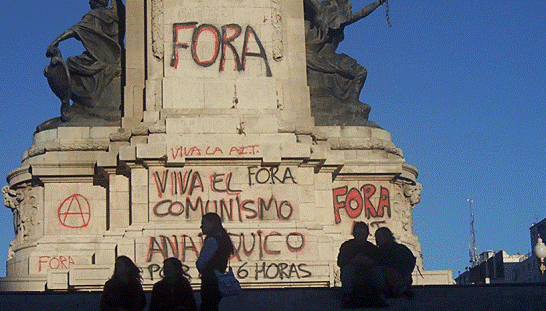
Граффити ФОРА в Буэнос-Айресе, 2004 г.

ФОРА V конгресса стала стремительно возрождаться после января 1919 г., когда объявленная ею забастовка солидарности с металлистами вылилась во всеобщую стачку и события «Трагической недели». После этого организация возглавляла многие всеобщие и частичные забастовки, и к концу 1920-х гг. в ней насчитывалось до 120 тысяч членов. Подъем ФОРА V конгресса продолжался вплоть до военного переворота Урибуру в 1930 г., когда её помещения были разгромлены, её организации подверглись преследованию, а движение было практически разгромлено в ходе так называемой «Позорной декады». Среди прочих событий этого периода следует упомянуть: расстрел Хоакина Пенины в Росарио; судебный процесс над её наиболее боевыми союзами по обвинению в «нелегальном объединении» (союзами работников хлебопекарен, шоферов и мойщиков машин и т. д.); процесс над тремя её членами в Брагадо и смертную казнь в отношении трех членов союза шофёров (Ареса, Монтеро и Гайосо).
ФОРА продолжала действовать и после государственного переворота 1930 года, хотя число её членов все время падало. Однако она так и не была распущена, и в последующие годы продолжала объединять активных анархистов и создавать различные общества сопротивления трудящихся, несмотря на то, что трудовое законодательство в Аргентине не допускает свободную работу небольших оппозиционных профсоюзов и профсоюзов по отдельным профессиям. С приходом к власти Хуана Доминго Перона (военного, который до этого занимал пост правительственного секретаря по вопросам труда) и ростом официального профсоюзного движения ФОРА потерпела поражение.

ФОРА не видит в синдикализме самом по себе ничего иного, кроме того, чем он может быть на самом деле: это «средство». Средство, которое, находясь в руках обездоленных, противостоит режиму неравенства, но которое, в конечном счете, строго говоря, не перестает быть детищем этого режима.  Возникнув внутри буржуазного общества, синдикализм служит оружием, которое, если быть точным, может служит как для доброго, так и для злого дела (а, как выяснилось, оружие вообще больше предназначено для того, чтобы служить злу, а не добру).— Фрагмент из меморандума ФОРА, представленного учредительному конгрессу МАТ

#### Активисты ФОРА V конгресса
Среди наиболее известных активистов ФОРА V конгресса были: Эстебан Альмада, Оресте Ристори,
Сантьяго Локашио, Данте Гарфаньини, Хосе Мариа Ача, Аполинарои Баррера, Хорхе Рей Вильяльба, Теодоро Суарес, Диего Абад де Сантильян, Вирхиния Вольтен, Хуана Роуко Буэла, Эмилио Лопес Аранго, Жозе Пратс, Хоакин Пенина, Альберто Гиральдо.

### ФОРА IX конгресса (синдикалистская, или нейтральная)
Наиболее мощным и влиятельным профсоюзом ФОРА IX конгресса была Федерация работников морской отрасли (FOM).
ФОРА IX конгресса играла активную роль в различных выступлениях аргентинского рабочего движения, таких как Трагическая неделя 1919 г., Восстание в Патагонии в 1921—1922 гг., в первых забастовках лесорубов квебрахо и сборщиков мате на севере страны (Robles 1987). В 1922 г. ФОРА IX конгресса объединилась с рядом других профсоюзов в Аргентинский синдикальный союз (USA), который позднее вошел во Всеобщую конфедерацию труда (ВКТ). ВКТ взяла курс на сотрудничество с правительством, а после прихода к власти Перона подчинилась государству
Среди наиболее известных активистов ФОРА IX конгресса были Себастиан Маротта (революционный синдикалист, линотипист), Хосе Ф. Пенелон (коммунист), Адриан Патроне (социалист), Франсиско Гарсиа (революционный синдикалист), Хасинто Оддоне (социалист), Хуан Антонио Моран (моряк-анархист).

## Выступления трудящихся ФОРА
В 1917 произошло 138 стачек, и репрессии унесли жизнь 26 рабочих; более 100 были ранены в столкновениях с полицией. В марте правительственные репрессии обрушились на бастовавших работников мясохладобойни Фирмат-Сарате. ФОРА V конгресса объявила в ответ всеобщую забастовку; ФОРА IX конгресса, напротив, осудила эту меру в заявлении, расклеенном на улицах города. 10 июня, по приказу властей, был атакован митинг ФОРА на Паласа-Онсе; несколько трудящихся были убиты.
В декабре была объявлена забастовка на мясохладобойнях «Свифт и Армур», в которой приняли участие 11 тысяч рабочих. Предприниматели уволили анархистских профсоюзных делегатов и оказали нажим на работников, принуждая их выйти из ФОРА V конгресса. В то же время, ФОРА IX конгресса просила о том, чтобы в трудовые конфликтов вмешивались полиция и государственные власти, направив делегацию в президентский дворец. В конце 1918 г. (в течение которого произошло 196 забастовок) собрался новый конгресс синдикалистской ФОРА. Он принял решение о стремлении избегать проведения всеобщей стачки как метода и об отказе от любых революционных планов.

### Трагическая неделя
2 декабря 1918 года забастовали работники металлургических заводов «Васена». 3 января 1919 произошли столкновения между бастующими и репрессивными силами. 7 января полиция напала на группу трудящихся; 6 человек было убито и около 30 ранено. Так началась Трагическая неделя. ФОРА V конгресса объявила 8 января всеобщую стачку; забастовка распространилась на Мар-дель-Плату, Росарио, Санта-Фе и другие города. ФОРА IX конгресса вынуждена была присоединиться к выступлению. В ходе похорон рабочих, убитых полицией, последовали новые репрессии, число жертв росло. Манифестация участников похорон прошла до кладбища Чакарита, собрав 200 тысяч человек; разгоряченная масса принялась штурмовать церкви, склады оружия и полицейские комиссариаты. Мастерские «Васена» подверглись нападению и были сожжены. Столкновения происходили по всему городу.
11 января ФОРА IX конгресса договорилась с правительством о прекращении забастовки и призвала вернуться на работу, но анархистская ФОРА продолжала борьбу, в одиночку противостоя репрессиям со стороны армии, полиции и полуполицейских формирований, созданных молодыми буржуа из Аргентинской патриотической лиги. Конфликт завершился в середине января. Анархистская ФОРА и все анархистские издания были запрещены. В 1919 произошло 367 забастовок — рекордное число в истории Аргентины.
20 июня 1920 года ФОРА V конгресса договорилась о совместных действиях с Аргентинской аграрной федерацией. В сентябре анархистская ФОРА провела внеочередной конгресс с участием более 400 рабочих обществ. В последующие годы их число увеличилось до 600.

### Стачки вПатагонии
ФОРА организовала в Рио-Гальегос (провинция Санта-Крус) Рабочее общество Рио-Гальегос во главе с испанским анархистом Антонио Сото, известном как «галисиец Сото». Провинция Санта-Крус служила центром производства шерсти на экспорт; там имелись крупные поместья и английские мясохладобойни. Снижение спроса на шерсть, запасы которой скопились к концу Первой мировой войны, вызвали кризис в регионе. Он нанёс ущерб помещикам и торговцам, но в ещё большей степени обрушился на трудящихся шерстяной отрасли и сельских пеонов, которые жили в условиях полной нищеты. Рабочий день рабочих в поместьях продолжался обычно по 12 часов, а у стригалей и погонщиков — до 16 часов; заработки были грошовыми и часто выплачивались в чеках или иностранных деньгах, которые в местных магазинах принимались по заниженному курсу. Был только один выходной — в воскресенье.

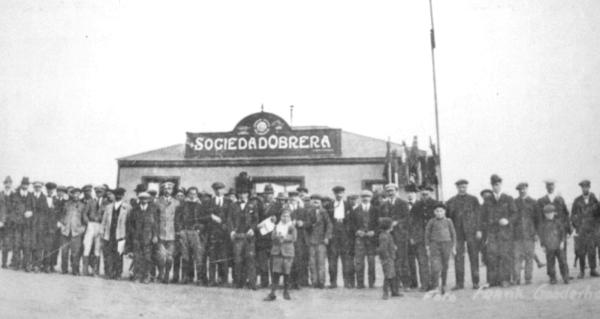
У входа в помещение Рабочего общества Рио-Гальегос (1920 г.)

Стачка протеста, вспыхнувшая в сентябре 1920 года против произвола полицейских властей, бойкот трех торговцев, связанных с помещичьим Сельским обществом, и арест лидеров Рабочего общества усугубили конфликт. Делегаты со всей провинции собрались, чтобы обсудить требования, которые должны были предъявлены Сельскому обществу. В этой ситуации трудящиеся Рабочего общества Рио-Гальегос представили предпринимателям список требований, направленных на улучшение условий труда.
Среди прочего, рабочие требовали предоставления достаточного места для ночевки (не менее 16 m² на 3 человек), выдачи каждому рабочему по пакету свечей в месяц, прекращения работы по субботам, улучшения рациона питания, минимальной зарплаты в 100 песо в месяц и признания Рабочего общества в качестве единственного законного представителя трудящихся, с назначением делегата в качестве посредника между сторонами конфликта. Эти требования были отвергнуты помещичьим Сельским обществом. В ответ трудящиеся объявили всеобщую стачку во всей провинции Санта-Крус.
Всеобщая забастовка была объявлена 1 ноября 1920 г. Рабочее общество созвало собрание для обсуждения действий; его позиция стала более радикальной, а сторонники тенденции ФОРА V конгресса преобладали над сторонниками ФОРА IX конгресса. Однако Антонио Сото тайно отправился в Буэнос-Айрес, чтобы добиться поддержки от проходившего в это время конгресса ФОРА-IX. Хотя Рабочее общество Рио-Гальегос входило в ФОРА IX конгресса, поддержку оно получило только от членов ФОРА V конгресса, тогда как лидеры ФОРА IX конгресса выступали против радикальных действий. Такие действия могли бы ослабить позиции правительства президента Иригойена, к диалогу с которым они стремились. В результате произошел разрыв между Рабочим обществом Рио-Гальегос и ФОРА IX конгресса, чья деятельность в центре сводилась к снижению интенсивности конфликтов и ведению переговоров с предпринимателями. В Пуэрто-Десеадо и Сан-Хулиане также была объявлена всеобщая стачка под руководством анархистов. 17 декабря полиция убила участника забастовки Доминго Ф. Ольмедо. Бастующие начали захватывать в заложники полицейских, помещиков и управленческий персонал сельских фирм, конфисковывать оружие и продовольствие и создавать мобильные отряды. В районе Лаго-Архентино рабочие организовались в колонны и двинулись маршем по поместьям, поднимая пеонов, передвигаясь с места на место, чтобы избегнуть полицейских репрессий, и направившись к Рио-Гальегос. 4 января у Эль-Серрито полиция напала на них с применением огнестрельного оружия. В результате боя имелись убитые и раненые со стороны как рабочих, так и полиции.
Тем временем, 2 февраля в Пуэрто-Санта-Крус прибыли армейские части под командованием подполковника Эктора Бениньо Варелы; они были немедленно направлены в Рио-Гальегос. Губернатор Иса договорился с Варелой не прибегать к репрессиям и 15 февраля встретился с бастующими в поместье Эль-Теро. Договорились о сдаче оружия и освобождении заложников. В обмен была принята большая часть требований трудящихся и утвержден коллективный договор, который предприниматели заключали с рабочими с 30 января. На следующий день забастовка была прекращена; в Рабочем обществе ликовали.
Когда войска Варелы вернулись в Буэнос-Айрес, помещики и полиция развернули репрессии против членов Рабочего общества. Начались незаконные аресты, увольнения, убийства. Тогда рабочие возобновили забастовку.

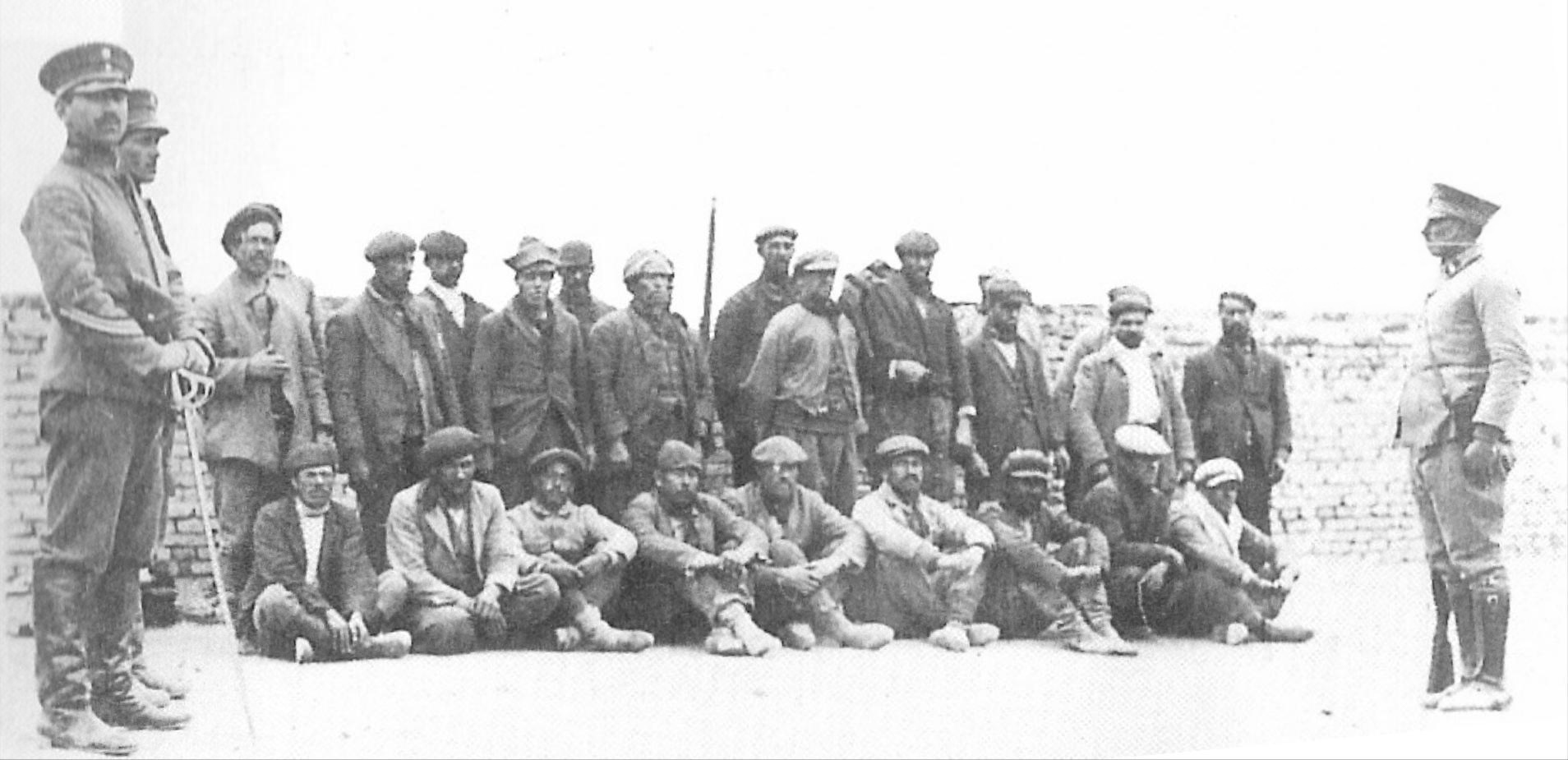
Арестованные рабочие ждут опознания.

24 октября были закрыты помещения Рабочей федерации в Рио-Гальегос, Пуэрто-Десеадо, Сан-Хулиане и Пуэрто-Санта-Крус, а лидеры рабочих арестованы. Генеральный секретарь Рабочей федерации Антонио Парис был арестован и подвергнут полицейским пыткам; позднее он был сослан вместе с другими рабочими вожаками. В Санта-Крус была объявлена всеобщая забастовка. Аргентинский президент Иполито Иригойен решил направить в район силы 10-го кавалерийского полка, разделив его на 2 корпуса. Главным командовал начальник экспедиции подполковник Варела, вторым — капитан Эльбио Анайя. Войска были отправлены 4 ноября 1921.
Силы Варелы насчитывали 200 хорошо снаряжённых солдат, в то время как бастующих было около 2 тысяч плохо вооруженных людей. Хотя споры о том, действовал ли Варела по приказу правительства или по собственной инициативе, продолжаются, известно, что он прибег к «наказанию расстрелом» против бастующих пеонов и рабочих.
Войска преследовали бастующих, хватая и расстреливая их в массовом порядке. Кампания завершилась 10 января 1922 года. Всего было убито до 1500 рабочих и других участников забастовки.

### Кирпичники Сан-Мартина
Эти рабочие из ФОРА V конгресса были осуждены на «процессе Брагадо» к многолетнему тюремному заключению и помилованы первым перонистским правительством после долгой и интенсивной кампании за их освобождение. Выйдя на свободу, рабочие выступили на крупном митинге, созванном в Театре Верди в Ла-Боке, подтвердив свою невиновность и твердую решимость продолжать борьбу за свои идеалы.

### Портовые рабочие ФОРА
В 1952 году несколько портовых рабочих, состоявших в ФОРА, были арестованы за публикацию манифеста, в котором они заявили об отказе проработать один день бесплатно в пользу фонда на сооружение памятника Еве Перон. После 6 месяцев заключения и пыток они были освобождены в связи с визитом Перона в Чили, где делегаты из Аргентины рассказали о положении заключенных. Из-за начатой кампании Перон распорядился отпустить арестованных.
В 1956 ФОРА провела забастовку портовых рабочих, которая продолжалась в течение 6 месяцев. Это был последний крупный конфликт, организованный ею.

### Забастовка водопроводчиков и репрессии против них
В начале 1960 г. общество сопротивления рабочих-водопроводчиков и смежных специальностей, входившее в ФОРА, начало кампанию за 6-часовой рабочий день для трудящихся своей профессии. Встретив отказ предпринимателей, они организовали забастовку. Власти развернули жесткие преследования водопроводчиков, распространившиеся и на трудящихся других профессий. Было арестовано большое число активистов; некоторые из них были заключены в тюрьмы «Санта-Роса» и «Эскель». Репрессии сочетались с созданием параллельного пропредпринимательского профсоюза UGATS. В конечном счете, общество сопротивление раскололось и объявило о своей автономии, чтобы добиться признания.

## Современное положение
В 1970-х гг. Старые анархистские активисты вместе с молодежью, симпатизировавшей либертарным идеям, воссоздали ФОРА. Социально-экономический кризис конца 1990-х гг. и народные выступления 2001 г. способствовали началу возрождения анархистского профсоюза.
В настоящее время ФОРА V конгресса действует как FORA-AIT, со штаб-квартирой Буэнос-Айресе в бывшем помещении рабочих-портовиков в Ла-Бока. Она обычно не использует дополнение «V конгресса», так как остается единственной ФОРА. Фористские организации действуют в Сан-Мартине, Мороне, Мендосе, Неукене, Санта-Крусе и Байя-Бланке, продолжая объединять трудящихся, которые соблюдают приверженность её принципам. ФОРА является аргентинской секцией Международной ассоциации трудящихся. С конца 1970-х гг. (вследствие принятия законодательства, которое разрешает деятельность только наиболее крупных профсоюзных организаций в отрасли), в неё входят только Общества сопротивления различных профессий (межпрофессиональные объединения трудящихся, которые носят скорее цеховой, нежели профессионально-отраслевой характер).

## Конгрессы ФОРА

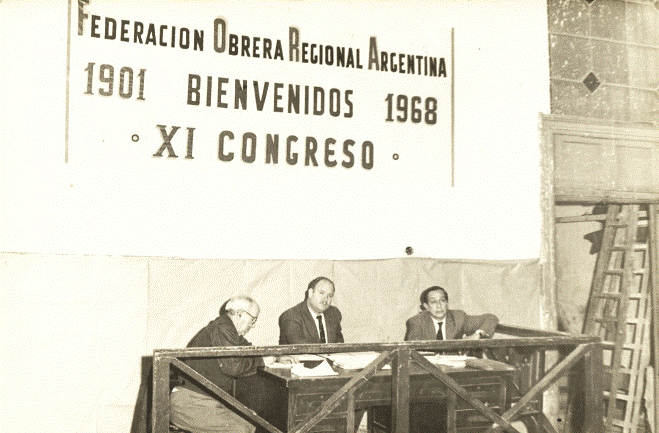
11-й конгресс ФОРА.

- 1-й конгресс: Буэнос-Айрес, май 1901
- 2-й конгресс: Буэнос-Айрес, апрель 1902
- 3-й конгресс: Буэнос-Айрес, июнь 1903
- 4-й конгресс: Буэнос-Айрес, июль 1904
- 5-й конгресс: Буэнос-Айрес, август 1905
- 6-й конгресс: Буэнос-Айрес, сентябрь 1906
- 7-й конгресс: Ла-Плата, декабрь 1907
- 8-й конгресс: Буэнос-Айрес, апрель 1910
- 9-й конгресс: Буэнос-Айрес, апрель 1915 (не признан ФОРА V конгресса)
- Внеочередной конгресс: Буэнос-Айрес, октябрь 1920
- 9-й конгресс: Буэнос-Айрес, апрель 1923
- 10-й конгресс: Буэнос-Айрес, август 1928
- 11-й конгресс: Буэнос-Айрес, март 1968

## Список литературы
- Suriano, Juan (2001). Anarquistas. Cultura y política libertaria en Buenos Aires (1890—1910). . Bs. As.: Manantial.
- López Arango, E. y Abad, de Santillán, D (1925). El anarquismo en el movimiento obrero. . Barcelona, Cosmos.
- Cappeletti, Ángel J.. Hechos y figuras del anarquismo hispanoamericano . Madre Tierra.
- Noda, Martín.. Los inicios revolucionarios de la clase obrera: La FORA. . Artículo publicado en el periódico «La Verdad Obrera» N° 175.
- Del Campo, Hugo. Bs. As. (1986). El sindicalismo revolucionario (1905—1945) . .: CEAL.
- García Costa, Víctor (1990). Adrián Patroni y «Los trabajadores en la Argentina» . Buenos Aires, CEAL.
- Abad de Santillán, Diego (2005). La FORA, Ideología y trayectoria del movimiento obrero revolucionario en la Argentina . Buenos Aires: Utopía Libertaria. .
- Atán, Adriana (2000). Cuatro historias de anarquistas . Buenos Aires: propia.
- Godio, Julio (2000). Historia del movimiento obrero argentino, 1870—2000 [4] . Buenos Aires: Corregidor. 950-05-1319-6.
- Marotta, Sebastián (1960). El movimiento sindical argentino — Su génesis y desarrollo — Tomo II — 1908—1919 . Buenos Aires: Lacio.
- Marotta, Sebastián (1970). El movimiento sindical argentino — Su génesis y desarrollo — Tomo III — 1920—1935 . Buenos Aires: Lacio.
- Robles, Alberto José (1987). Breve historia del movimiento obrero argentino 1852—1987: el rol de la unidad y protagonismo de los trabajadores . Buenos Aires: 9 de Julio.
- Lopez, Antonio (1987). La FORA en el movimiento obrero . Buenos Aires: Centro Editor de América Latina.
- Gilimon, Eduardo Garcia (1911). Hechos y Comentarios . Montevideo: La Protesta.
- Bayer, Osvaldo (2004). La Patagonia Rebelde (4 tomos) Tomo I. Buenos Aires : Booket. .
- Bilsky, Edgardo (1985). La FORA y el movimiento obrero tomos I y II. Buenos Aires : Centro Editor de América Latina.
- Oved Iaacov (1978). El anarquismo y el movimiento obrero en la Argentina. México: Siglo XXI.
- Juana Rouco Buela (1975). Historia de un ideal vivido por una mujer. Buenos Aires: Ed. de la autora.
- EM González (2003). La FORA, el anarquismo en el movimiento obrero argentino (folleto). Buenos Aires: Ediciones Libertad.
- Лопес Аранго, Э. Доктрина и тактика.
- Лопес Аранго, Э. Синдикализм и анархизм.
- Анархистское движение в Аргентине. История ФОРА.
- Дамье, В. В. Наследники Бакунина. ФОРА: рабочий анархизм в Аргентине.
- Дамье, В. В. 90-летие «трагической недели» в Аргентине.
- Дамье, В. В. Из истории анархо-синдикализма.
- Дамье, В. В. Забытый Интернационал. Международное анархо-синдикалистское движение между двумя мировыми войнами. Т.1, 2. М., 2006—2007.
- Дамье, В. В. Бури на Серебряной реке. Из истории аргентинского анархизма. — М., 2023. — 168 с.
- К 100-летию акта отмщения Симона Радовицкого.
- Финэ, Э. Анархизм и идентичность аргентинских рабочих в конце 19 — начале 20 вв.

## Сайт
- Официальный сайт ФОРА